# Passages
Passages (bra: Passagens; prt: Passages) é um filme de drama romântico francês de 2023, coescrito e dirigido por Ira Sachs, estrelado por Franz Rogowski, Ben Whishaw e Adèle Exarchopoulos. A trama retrata um casal gay cujo casamento enfrenta uma crise quando um dos homens começa um caso com uma jovem.
O filme teve sua estreia mundial no Festival Sundance de Cinema de 2023 e foi lançado nos cinemas na França em 28 de junho de 2023 pela SBS Distribution.

## Elenco
- Franz Rogowski como Tomas[5]
- Ben Whishaw como Martin[5]
- Adèle Exarchopoulos como Agathe[5]
- Erwan Kepoa Falé como Amad[5]
- William Nadylam como Clément[5]
- Caroline Chaniolleau como mãe de Agathe[5]
- Olivier Rabourdin como pai de Agathe[5]

## Produção
As filmagens começaram em 15 de novembro de 2021 em Paris. A figurinista foi Khadija Zeggaï.

## Lançamento
Passages estreou no Festival Sundance de Cinema em 23 de janeiro de 2023. Pouco depois, Mubi adquiriu direitos de distribuição nos Estados Unidos, Reino Unido, Irlanda e América Latina. Foi exibido na seção Panorama do 73º Festival Internacional de Cinema de Berlim em fevereiro de 2023. Também foi convidado para o 27º Festival de Cinema de Lima na seção Aclamados, onde foi exibido em 10 de agosto de 2023.
O filme foi lançado nos cinemas na França em 28 de junho de 2023 pela SBS Distribution, e foi lançado em cinemas selecionados nos Estados Unidos em 4 de agosto de 2023.

### Classificação dos Estados Unidos
Antes de seu lançamento nos Estados Unidos, o filme recebeu uma classificação NC-17 da Motion Picture Association. Sachs chamou a classificação de "uma forma de censura cultural que é bastante perigosa, especialmente em uma cultura que já está lutando, de maneiras tão extremas, contra a possibilidade de existência de imagens LGBT". Mubi emitiu um comunicado chamando a decisão de "inesperada" e "profundamente decepcionante", e disse que lançaria o filme nos Estados Unidos sem classificação.

## Recepção
No site agregador de críticas Rotten Tomatoes, o filme detém um índice de aprovação de 94% com base em 169 críticas, com uma classificação média de 8/10. O consenso dos críticos do site diz: "Elevado por uma atuação notável de Franz Rogowski, Passages adiciona outro filme inteligente e profundamente humanista à estimável filmografia do diretor/co-roteirista Ira Sachs." Metacritic, que usa uma média ponderada, atribuiu ao filme uma pontuação de 79 em 100, com base em 40 críticas, indicando "críticas geralmente favoráveis".

### Elogios
| Associações                                     | Data                    | Categoria                            | Nomeações                   | Resultado |
| ----------------------------------------------- | ----------------------- | ------------------------------------ | --------------------------- | --------- |
| Festival Internacional de Cinema de Berlim      | 25 de fevereiro de 2023 | Seção Panorama – Melhor Filme        | Ira Sachs                   | Indicado  |
| Festival Internacional de Cinema de Berlim      | 25 de fevereiro de 2023 | Teddy Award de Melhor Longa-Metragem | Ira Sachs                   | Indicado  |
| Festival Internacional de Cinema de Guadalajara | 9 de junho de 2023      | Maguey Award                         | Passages                    | Indicado  |
| Gotham Awards                                   | 27 de novembro de 2023  | Melhor Longa-Metragem                | Passages                    | Indicado  |
| Gotham Awards                                   | 27 de novembro de 2023  | Melhor Atuação Principal             | Franz Rogowski              | Indicado  |
| Associação de Críticos de Nova Iorque           | 30 de novembro de 2023  | Melhor Ator                          | Franz Rogowski              | Venceu    |
| Círculo dos Críticos de Cinema da Flórida       | 21 de dezembro de 2023  | Melhor Ator                          | Franz Rogowski              | Venceu    |
| Prêmios Satellite                               | 17 de fevereiro de 2024 | Melhor Ator em Filme – Drama         | Franz Rogowski              | Indicado  |
| Prêmios Independent Spirit                      | 25 de fevereiro de 2024 | Melhor Filme                         | Michel Merkt, Saïd Ben Saïd | Indicado  |
| Prêmios Independent Spirit                      | 25 de fevereiro de 2024 | Melhor Diretor                       | Ira Sachs                   | Indicado  |
| Prêmios Independent Spirit                      | 25 de fevereiro de 2024 | Melhor Atuação Principal             | Franz Rogowski              | Indicado  |
| Prêmios Independent Spirit                      | 25 de fevereiro de 2024 | Melhor Atuação Coadjuvante           | Ben Whishaw                 | Indicado  |
| GLAAD Media Awards                              | 14 de março de 2024     | Melhor Filme – Lançamento Limitado   | Passages                    | Indicado  |